# Vymírání eocén–oligocén

Graf mizení mořských druhů v průběhu fanerozoika

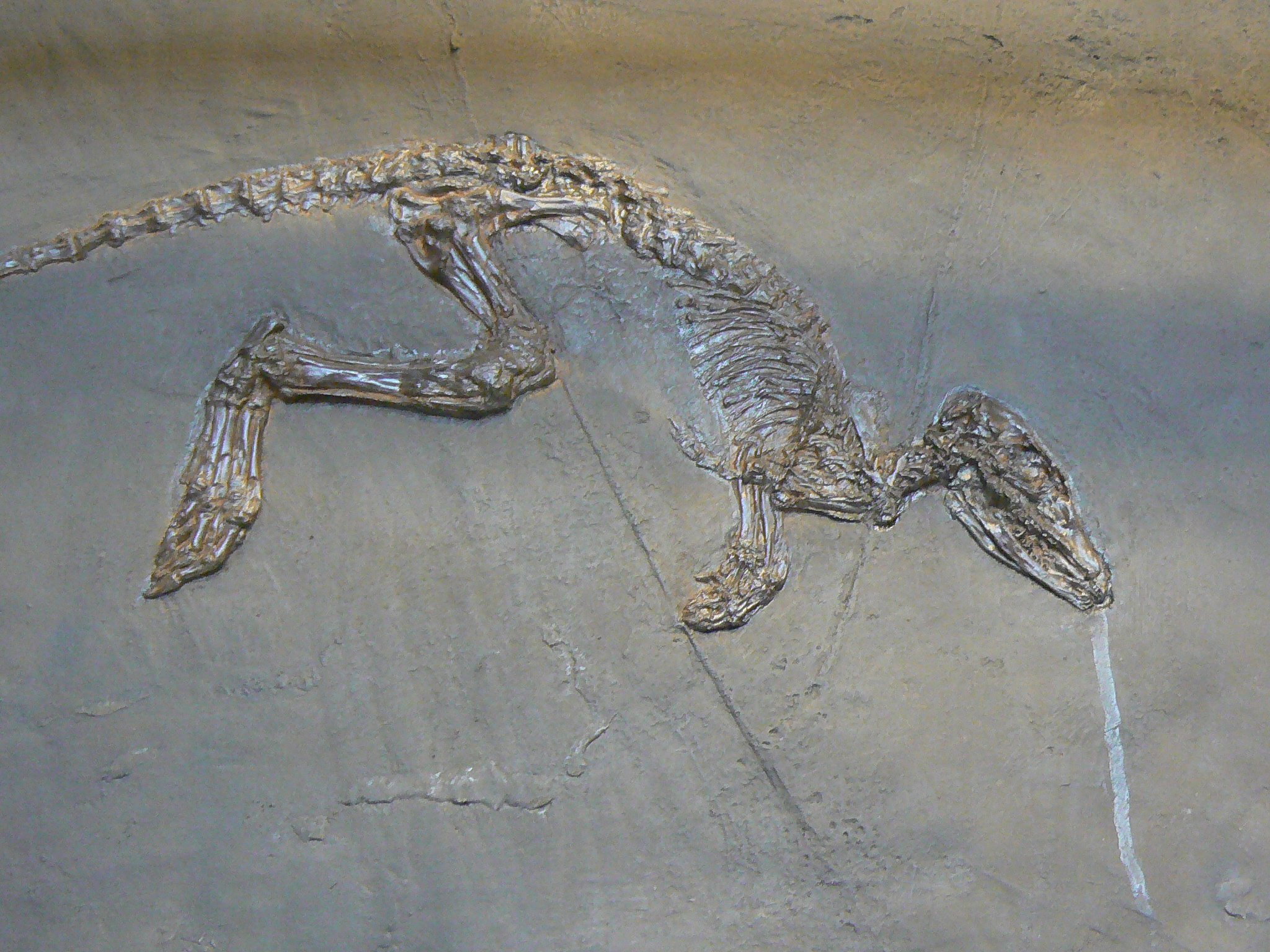
Leptictidium, jeden z živočichů, který nepřežil Grande Coupure

Hromadné vymírání živočišných a rostlinných druhů postihlo Zemi na přelomu eocénu (stupeň priabon) a oligocénu zhruba před 34 až 35 miliony let. Bylo rozsáhlejší než vymírání v pleistocénu, nepatří však mezi velkou pětku vymírání. Postihlo především vodní živočichy, vymizela například parafyletická skupina primitivních kytovců Archaeoceti. Hlavní příčinou vymírání by měla být klimatické změny způsobená poklesem koncentrace oxidu uhličitého v atmosféře i kontinentálním driftem. Došlo k zalednění polárních oblastí a poklesu hladiny světového oceánu až o 40 metrů. Spekuluje se také o vlivu sopečné činnosti i o dopadech meteoritů, jejichž pozůstatkem může být impaktní kráter v Chesapeakské zátoce a Popigajský kráter na Sibiři. Nicméně organismy byly předem již z velké části geneticky adaptovány na ochlazení, takže adaptaci nespustila změna klimatu.
Švýcarský paleontolog Hans Georg Stehlin v roce 1910 popsal výraznou změnu ve složení evropské fauny na konci eocénu a dal jí pojmenování Grande Coupure. V Evropě vyhynuly endemické čeledi Palaeotheriidae, Anoplotheriidae, Xiphodontidae, Choeropotamidae, Cebochoeridae, Dichobunidae, Amphimerycidae, Pseudosciuridae, Omomyidae, Adapidae a Nyctitheriidae. Jako vysvětlení se uvádí zánik Turgajského moře, v jehož důsledku vzrostla konkurence živočichů migrujících ze střední Asie, jako byli draví Nimravidae nebo nosorožcovití. 